# Lotzemer Bruch
Das Naturschutzgebiet Lotzemer Bruch liegt auf dem Gebiet der Gemeinde Schwalmtal im Kreis Viersen in Nordrhein-Westfalen. Das etwa 6,03 ha große Gebiet, das im Jahr 1982 unter Naturschutz gestellt wurde, erstreckt sich südlich des Gemeindeteils "Amern" der Gemeinde Schwalmtal.